# Wohn- und Wirtschaftsgebäude Dorfstraße 46
Das Wohn- und Wirtschaftsgebäude Dorfstraße 46 in der niedersächsischen Samtgemeinde Land Hadeln, Gemeinde Odisheim, im Landkreis Cuxhaven, stammt aus der zweiten Hälfte des 19. Jahrhunderts. Aktuell (2024) wird es als Wohnhaus und wohl gewerblich genutzt.
Das Gebäude steht unter Denkmalschutz (siehe auch Liste der Baudenkmale in Odisheim).

## Geschichte und Beschreibung
Das eingeschossige giebelständige Gebäude als Zweiständer-Hallenhaus in Fachwerk mit Steinausfachungen und mit reetgedecktem Satteldach stammt von um 1853. Der Wohngiebel ist massiv in Backstein erneuert. Der Wirtschaftsgiebel mit der Grooten Door mit Segmentbogen ist im oberen Dreieck regionaltypisch senkrecht verbrettert.
Das Landesdenkmalamt befand u. a.: „… regionstypisches Hallenhaus der Mitte des 19. Jahrhunderts in Zweiständerkonstruktion …“